# Castell de Puigcercós
El Castell de Puigcercós és un castell medieval, d'època romànica, del poble de Puigcercós, situat a l'enclavament d'aquest nom de l'antic terme de Palau de Noguera i actual de Tremp.
Situat 700 metres a ponent del poble actual de Puigcercós, és dalt d'un turó de 550,5 m d'altitud que va començar a esllavissar-se pel costat de ponent el 1858 i amb el pas del temps va anar arrossegant cap a l'esvoranc el poble vell i restes del castell.

## Història
Molt possiblement és el «castro Poga Circuso» esmentat en una venda de l'any 941. També, com a extrem de la marca del comtat en una donació feta pel comte Ramon IV l'any 1012 («...castrum de Puiocercos»). En un principi apareix integrat dins del terme del castell de Mur i la seva trajectòria anirà vinculada a la dels feudataris del comtes de Pallars Jussà pel castell veí de Mur. El 1194, Bernat de Mur va lliurar-lo al rei Alfons I, el qual l'hi va tornar a infeudar. L'any 1200, fou venut per Ramon de Puigcercós a Acard II de Mur, baró de Mur. El 1288, Arcad IV de Mur el tornà a comprar i el 1304, el seu successor Arcad V el vengué a la Pabordia de Mur.
El 1842, amb la creació dels municipis, fou afegit a Palau de Noguera, però es mantingué en mans de Santa Maria de Mur pel que fa a la seva adscripció parroquial.

## Arquitectura
Resta una torre de planta circular. El diàmetre intern és de 2,35 m i el gruix del mur d'1,4 m a peu pla. La porta era situada a uns 4 m del sòl exterior, orientada a nord i hi ha vestigis del muntant est. Uns 4 m més amunt hi ha un relleix segurament d'un segon trespol. Encara un tercer nivell era situat 3,5 m més amunt i s'han conservat uns 2 m d'un pis superior. Fa uns anys encara hi havia dues espitlleres rectangulars acabades amb llinda monolítica, avui dia ensorrades. L'aparell està format per petits carreus, no gaire escairats però ben arrenglerats, units amb morter de calç. De datació difícil, per les seves característiques podria ser datada al segle xi o XII.